# Andrija Rašeta
Andrija Rašeta  (Donji Lapac, 9. prosinca 1934. – Beograd, 7. prosinca 2021.), bio je general Jugoslavenske narodne armije u mirovini. Glavni pregovarač JNA u Hrvatskoj tijekom agresije 1991. – 1992. 

## Životopis
Andrija Rašeta je rođen 9. prosinca 1934. godine u Donjem Lapcu. U Jugoslavenskoj narodnoj armiji (JNA) general Rašeta je obnašao dužnosti komandanta divizije, načelnika štaba "5. armijske oblasti JNA" sa sjedištem u Zagrebu i zamjenika načelnika Generalštaba JNA.
General Rašeta je bio jedan od zapovjednika JNA tijekom Desetodnevnog rata u Sloveniji. Predstavljao je JNA (koja je pod svojim zapovjedništvom imala i paravojne srpske jedinice) kada su se vodili pregovori o njezinom povlačenju iz Hrvatske tijekom Domovinskog rata. Pregovori su se vodili pod pokroviteljstvom "Promatračke misije Europske zajednice" u zagrebačkom hotelu "I" od 8. listopada 1991. godine do konca te godine.
Njegovi najznačajniji postupci iz toga doba vezani su uz okupaciju Vukovara. U pismu, hitno poslanom generalu Rašeti, vođa europskih promatrača Dirk Jan van Houten zatražio je 17. studenoga 1991. godine neka se promatračima omogući ulazak u Vukovar te da JNA zajamči sigurnost ženama i djeci. Hrvatska vlada je s izvanredne sjednice uputila zahtjev Generalštabu JNA da napravi tampon-zonu, kako bi se spasilo civilno stanovništvo i omogućilo poduzimanje humanitarnih akcija, te zatražila hitna evakuacija stanovnika Vukovara, uz prisutnost promatrača Međunarodnog Crvenog križa. Sljedećeg je dana, 18. studenoga, veći dio Vukovara pao. Dr. Vesna Bosanac je ujutro u 10,10 sati izvijestila Europsku misiju da je bolnica opet na udaru topništva. Promatračka skupina Europske zajednice za Vukovar u 12,15 sati iz Negoslavaca je izvijestila da će njihov predstavnik doći do bolnice "ako mu to bude dozvoljeno". U 12,35 sati dr. Bosanac prosvjedovala je zato što nije ispunjeno obećanje Europske misije glede kontakta i početka evakuacije ranjenika.
Za to vrijeme, u skladu s Člankom 15. Četvrte ženevske konvencije, prema kojem bolnicu u središtu ratnih zbivanja preuzima osoblje Međunarodnog Crvenog križa i vodi brigu o ranjenicima i bolesnicima, predstavnici Republike Hrvatske, JNA, Međunarodnoga komiteta Crvenog križa, Liječnika bez granica i Malteškoga križa u Zagrebu su postigli "Sporazum o neutralizaciji vukovarske bolnice i organizaciji konvoja za evakuaciju ranjenika i bolesnika iz nje". Sporazumom su se Republika Hrvatska (HR) i JNA obvezale na "prijekid vatre na području vukovarske bolnice i na dogovorenom putu evakuacije", na osiguranje "odgovarajućih vozila s odgovarajućim osobljem, za približno 40 teških bolesnika i oko 360 ranjenika, od kojih su trećini potrebna nosila" i na priznavanje "neutralnosti vukovarske bolnice za vrijeme evakuacije". Sporazumom su RH i JNA dale suglasnost "da Promatračka misija Europske zajednice nadgleda cijelu operaciju i da ima potpuni pristup svim dijelovima evakuacije", koja će "obuhvatiti sve ranjenike i bolesnike koji su na liječenju u vukovarskoj bolnici, a za koje mjerodavni u bolnici budu procijenili da mogu putovati." Sporazum su potpisali predstavnik Europske promatračke misije Georges-Marie Chenu, predstavnik Vlade RH (ministar zdravstva) Andrija Hebrang i predstavnik JNA general Rašeta.
JNA nije ispoštovala sporazum o neutralizaciji vukovarske bolnice, kojega je potpisao general Rašeta, a prema kojemu vojska nije smjela ulaziti u bolnicu. Unatoč potpisanom sporazumu oficiri i vojnici JNA ulazili su u bolnicu, te selektivno odvodili ranjene vojnike i civile, onemogućivši pritom pristup bolnici djelatnicima Crvenog križa. Nakon 20. studenoga 1991. godine iz bolnice je planski odvedeno 200 ranjenika, bolesnika, a među njima i 20 djelatnika bolnice, koji su kasnije pogubljeni na Ovčari. Među ubijenima na Ovčari je bio i nećak generala Rašete (nije nosio to prezime), a koji je u bolnici izdavao lijekove.
General Rašeta je prigodom ranjavanja Gordana Lederera, snimatelja Hrvatske radiotelevizije, odbio istome omogućiti prijevoz do bolnice u Zagrebu helikopterom Jugoslavenskog ratnog zrakoplovstva. Za to ga je Ledrerova majka, dr. Vlasta Lederer, javno prozvala pismom objavljenim u Vjesniku 14. kolovoza 1991. godine, nazvavši generala Rašetu četničkim kolabracionistom-suradnikom koji je suodgovoran za Ledererovu smrt.
Dana 2. siječnja 1992. godine potpisao je Sarajevsko primirje. General Rašeta je otišao u mirovinu 8. svibnja 1992. godine.
Živio je u Beogradu. Umro je 7. prosinca 2021. godine.